# Ultra (bier)
Ultra is een Belgisch bier.
Het bier wordt gebrouwen door Brasserie d'Ecaussinnes te Écaussinnes.

## Achtergrond
Ultra bier werd vroeger reeds gebrouwen te Ecaussinnes, maar was verdwenen. In 2001 startte een echtpaar opnieuw een brouwerij en begon terug met het aanmaken van de Ultra-bieren. Intussen worden deze geëxporteerd naar verschillende landen.

## Bieren
Er zijn reeds 7 Ultra-bieren beschikbaar:
- Ultra Ambrée is een koperkleurige ale met een alcoholpercentage van 7%. Dit bier werd gelanceerd in 2001.
- Ultra Blonde is een blond bier van hoge gisting met een alcoholpercentage van 8%. Het werd gelanceerd in 2001.
- Ultra Fraîche is een blond bier met een alcoholpercentage van 3,5%. Ondanks het lage alcoholpercentage is het een bier van hoge gisting. Het werd gelanceerd in 2006.
- Ultra Soif is een blond bier van hoge gisting met een alcoholpercentage van 5%. Het werd gelanceerd in 2002.
- Ultramour is een rood fruitbier met een alcoholpercentage van 5%. Het werd gelanceerd in 2002.
- Ultradélice is een bruin bier van hoge gisting met een alcoholpercentage van 8%. Het werd gelanceerd in 2003.
- Ultrabrune is een zwaar donker bier van hoge gisting met een alcoholpercentage van 10%. Dit bier werd gelanceerd in 2001.

## Prijzen
- Ultradélice won in 2003 de “Coq de Cristal” als beste bruine bier.[2]